# 榲桲
榲桲，又名木梨，是榲桲属中唯一物種。
落叶小乔木或灌木，一般为5～8米高；卵形或长椭圆形叶子，背面密生白色软毛，单叶互生，叶长60～110公釐；晚春或初夏开花，花白色或粉红色，有5瓣，直径约50公釐，花梗和花萼也有毛；果实秋季成熟，梨形或苹果形，未成熟时青色，有白毛，成熟后金黄色，直径有70～110公釐，味甘酸。
原生于中亚和高加索山区；现被引种到世界各地，成为重要的水果品种。
榲桲历史相当悠久，很早就被引进西方，比苹果要更早流行。榲桲性耐寒，即使在7℃以下也能开花，果实可以生食，也可以制作果酱、蜜饯等食品，也可以酿酒，含有大量维生素C。药用可以治疗肠虚、水泻。中国引种主要生长在西北各地，以新疆最多。

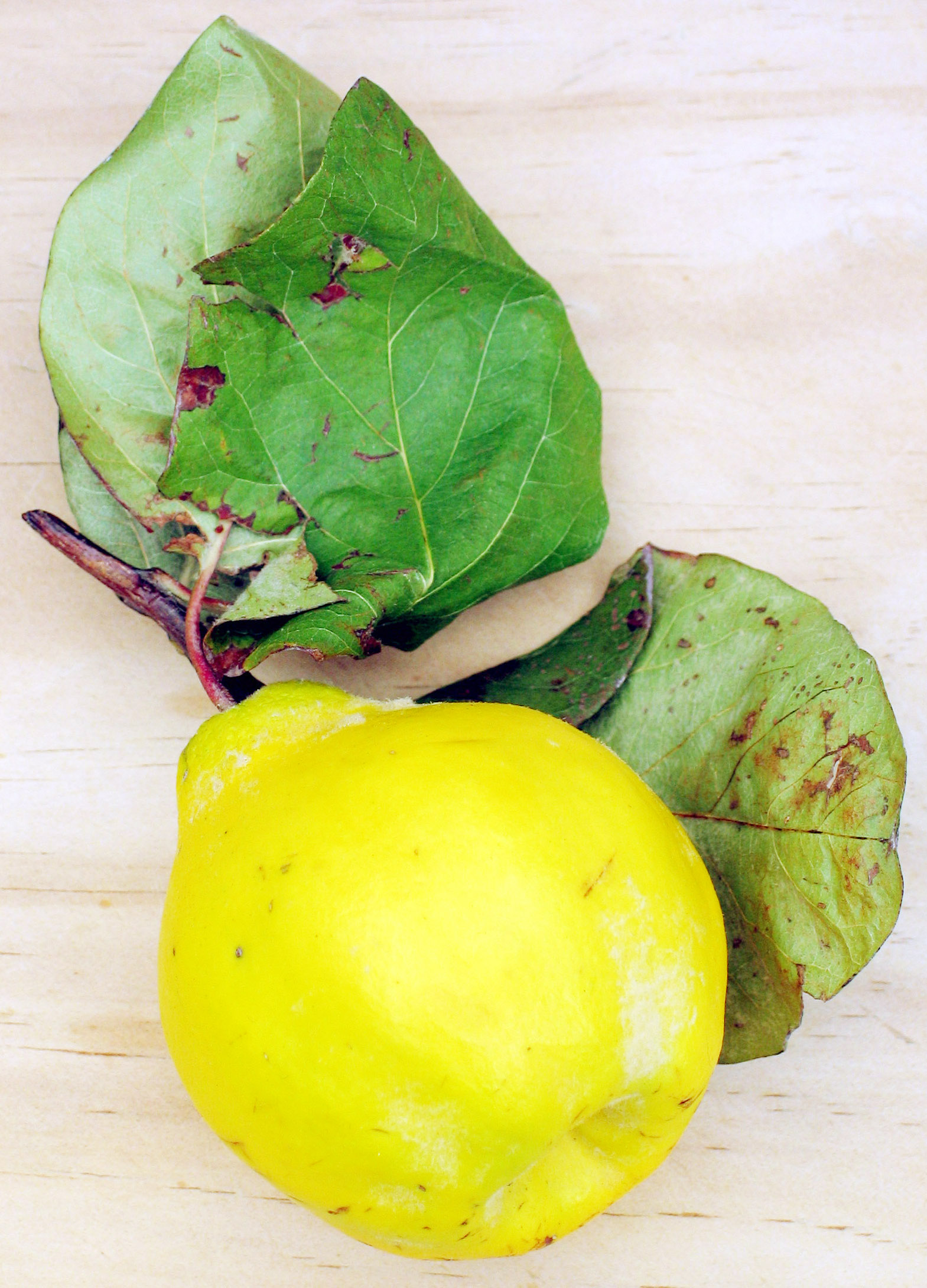
成熟的榲桲果
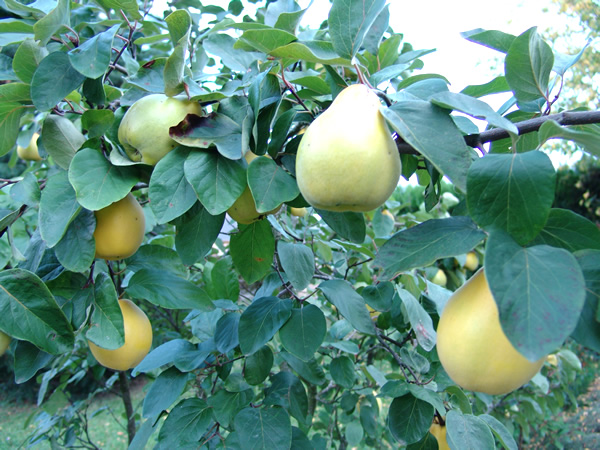
成熟的榲桲果
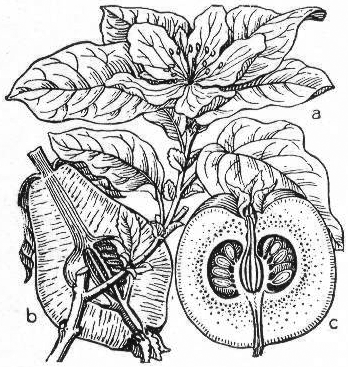
剖面素描
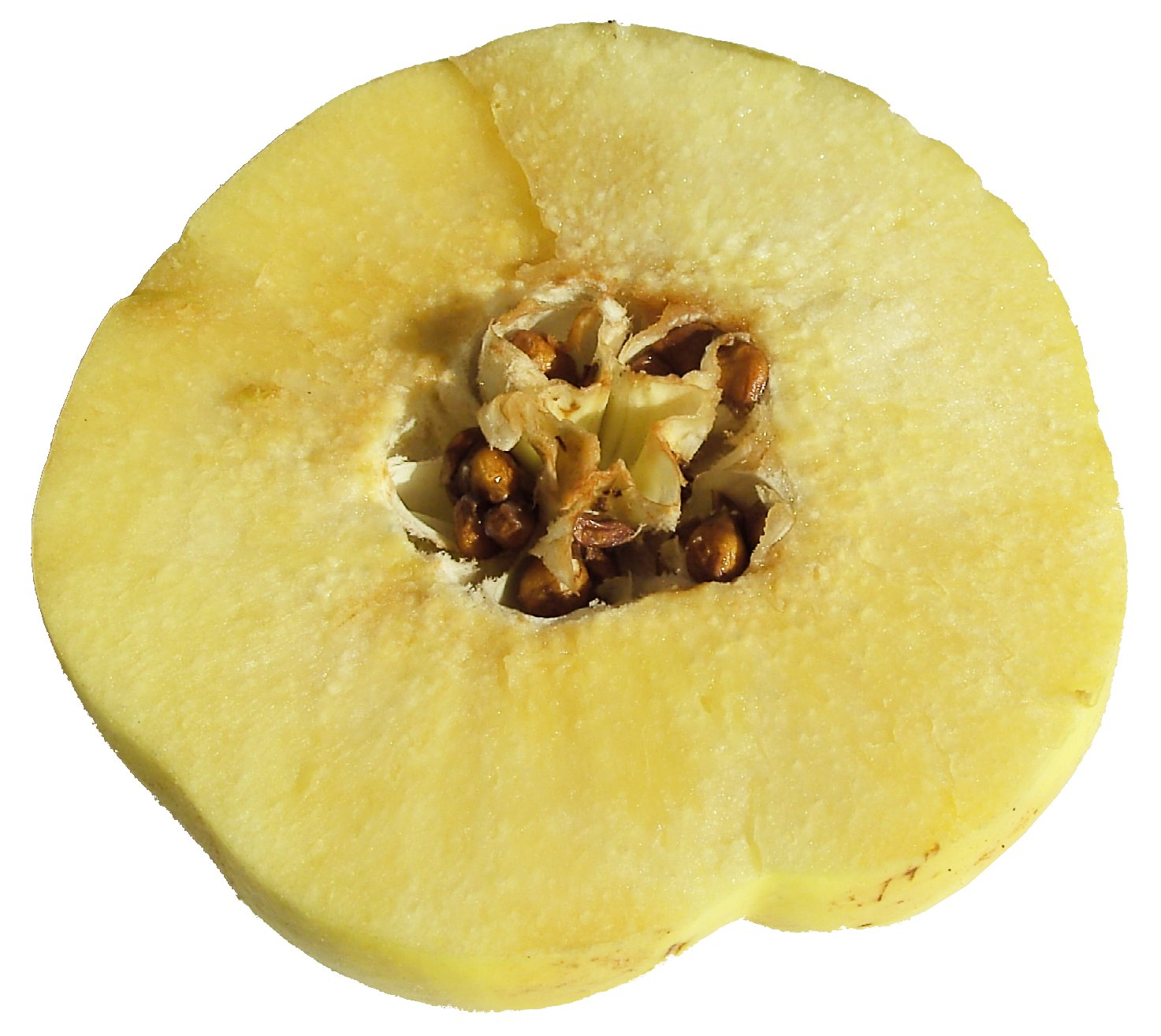
剖半果實
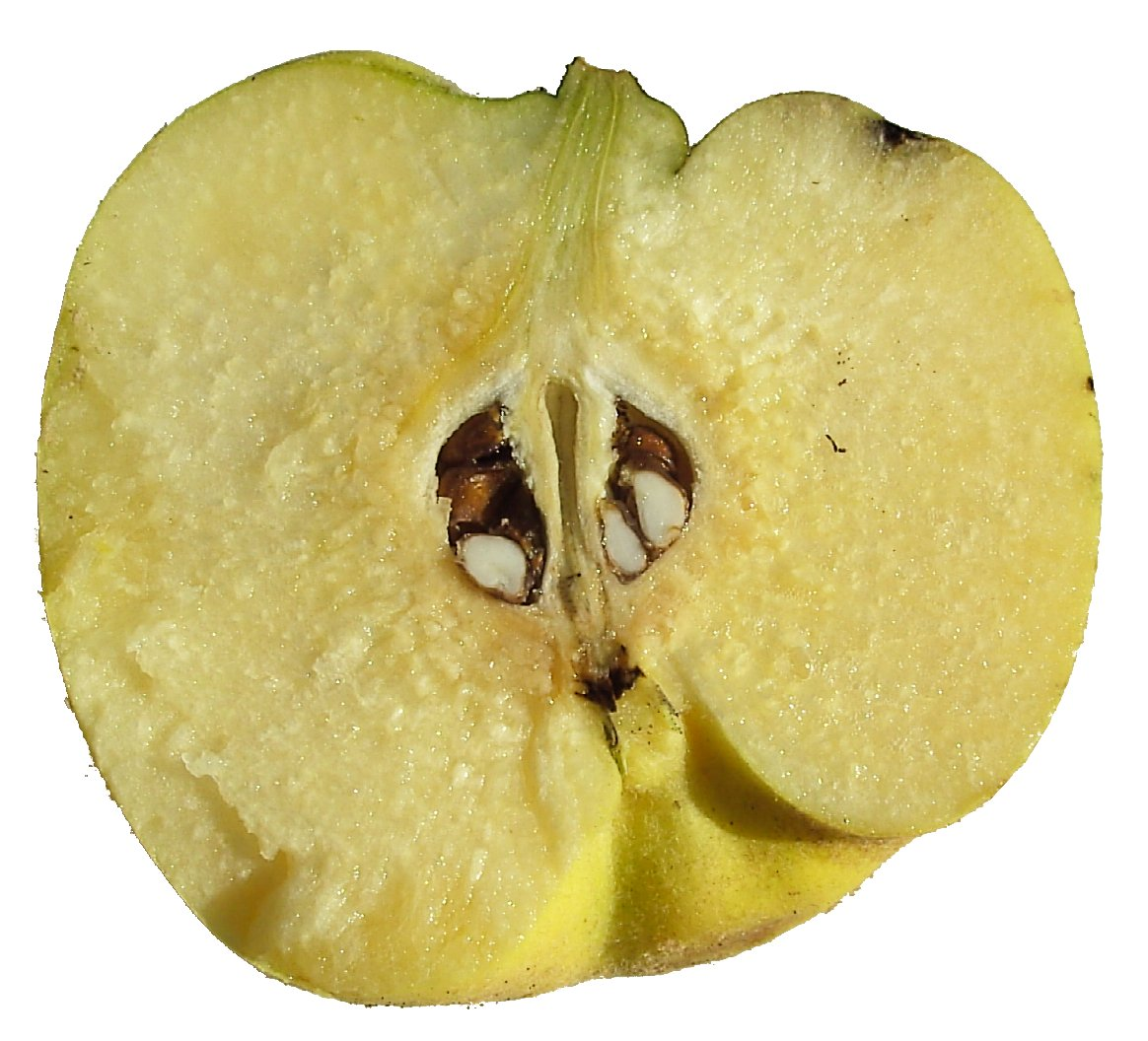
剖半果實

## 延伸阅读
[在维基数据编辑]
 《欽定古今圖書集成·博物彙編·草木典·榲桲部》，出自陈梦雷《古今圖書集成》
 《植物名實圖考·榲桲》，出自吳其濬《植物名實圖考》